# Krennův dům
Krennův dům (někdy také Chřenovský dům) byl dům stojící kdysi v severozápadním rohu Staroměstského náměstí v Praze, který byl zbořen při pražské asanaci v letech 1901–1902. Na jeho místě proti průčelí chrámu svatého Mikuláše je nyní parčík. 

## Historie a popis
V rohu Staroměstského rynku byl  původně dvoupatrový středověký dům, jehož majitelem byl v roce 1409 Fricek Neugrünner (nebo Neugrün) z Chebu. Gotický dům, podle majitele tehdy nazývaný Grünhaus, patřil k největším a nejhonosnějším středověkým domům na Starém Městě.
Název se během doby zkomolil na Krennhaus, tedy Krennův dům. Ve 2. polovině 16. století nechal tehdejší majitel O. Flanderka budovu přestavět renesančně, později kolem roku 1710–1720 byla nákladem Kryštofa Morice Wittauera přestavěna barokně. Čtyřkřídlý dům byl také zvýšen o patro a dřívější podloubí bylo zastavěno, ale domem bylo možné projít na malé náměstíčko zvané Kurný trh (proto se domu říkalo průchoditý; dnes je v těch místech náměstí Franze Kafky). Vzhledem ke své velikosti budova při pohledu z náměstí zakrývala průčelí kostela sv. Mikuláše vystavěného v letech 1732–1737; uvádí se, že kvůli tomu byly i sochy na průčelí koncipovány pro podhled, ne pro vzdálenější pohled z náměstí, a jsou tedy viditelně vykloněné.
V 19. století byl dům využíván pro kanceláře (před rokem 1845 tu sídlil krajský soud Kouřimského kraje) a pro nájemní bydlení. V roce 1902 byl dům (tehdy čp. 936) zbourán, protože překážel nově vznikající Pařížské třídě. Podle některých názorů tak ztratilo náměstí svou středověkou uzavřenost i původní kompoziční a výrazovou dynamiku. Zato je nyní z náměstí lépe viditelná obdivuhodná barokní fasáda a kupole chrámu sv. Mikuláše, přestože tento pohled jeho stavitel nepředpokládal.
V souvislosti s úvahami o revitalizaci Staroměstského náměstí je někdy zmiňována – vedle dostavby budovy Staroměstské radnice, obnovy Mariánského sloupu či Krocínovy kašny – i obnova Krennova domu.